# Ommatius femorata
Ommatius femorata är en tvåvingeart som först beskrevs av Jacques-Marie-Frangile Bigot 1875.  Ommatius femorata ingår i släktet Ommatius och familjen rovflugor.
Artens utbredningsområde är Sri Lanka. Inga underarter finns listade i Catalogue of Life.